# Christiansø

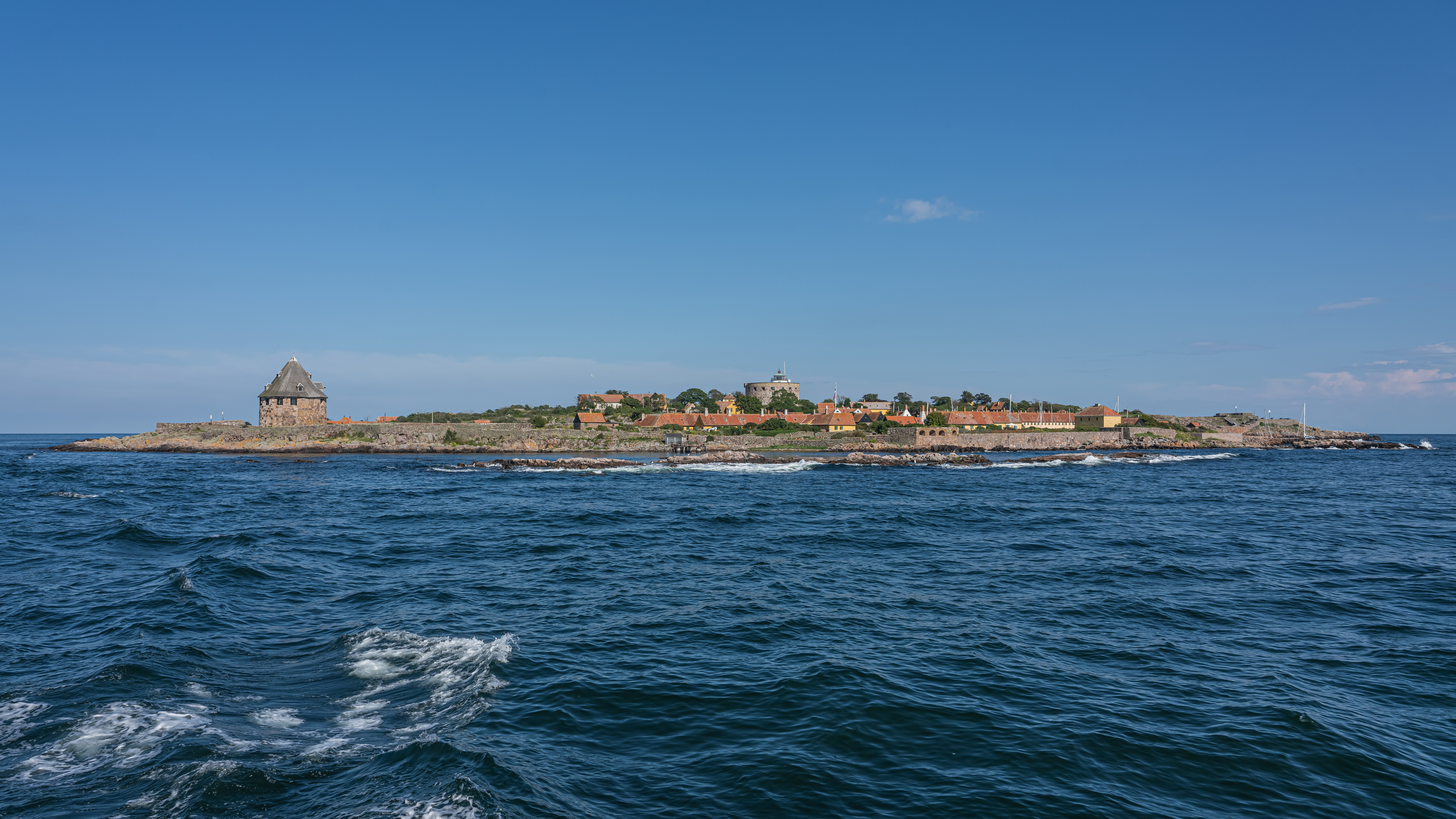
Christiansø, widok od strony zachodniej

Christiansø – duńska wyspa położona niedaleko (około 10 Mm) od Bornholmu, wchodząca w skład małego archipelagu Ertholmene.
Christiansø, z powierzchnią 0,22 km², jest największą z wysp archipelagu. Najwyższym punktem wyspy jest Møllebakken, 22 m n.p.m.
Nazwa wyspy jest hołdem dla króla Chrystiana V.
Nazwa „Christiansø” funkcjonuje także jako nazwa całego archipelagu Ertholmene.